# Узакбай Сиздикбаєва
Узакба́й Сиздикба́єва (каз. Ұзақбай Сыздықбаев а.) — село у складі Сарисуського району Жамбильської області Казахстану. Адміністративний центр Жанаарицького сільського округу.
До 1999 року село називалося Жанаарик.
Населення — 791 особа (2021; 878 у 2009, 955 у 1999, 967 у 1989).